# Федорівська волость (Костянтиноградський повіт)
Федорівська волость — адміністративно-територіальна одиниця Костянтиноградського повіту Полтавської губернії з центром у селі Федорівка.
Станом на 1885 рік складалася з 2 поселень, 2 сільських громад. Населення — 4175 осіб (2055 чоловічої статі та 2120 — жіночої), 818 дворових господарств.
|                     | Площа, десятин | У тому числі орної, дес. |
| ------------------- | -------------- | ------------------------ |
| Сільських громад    | 6957           | 5734                     |
| Приватної власності | 8926           | 2627                     |
| Іншої власності     | 69             | 68                       |
| Загалом             | 15952          | 8429                     |

Поселення волості:
- Федорівка — колишнє власницьке село при річці Орчик за 25 верст від повітового міста, 2318 осіб, 454 дворів, православна церква, школа, богодільня, лікарня, постоялий будинок, 2 лавки, 2 ярмарки на рік, 19 вітряних млинів. За 7 верст — сироварний та салотопний заводи.
- Климівка — колишнє власницьке село при річці Орчик, 1827 осіб, 364 двори, православна церква, школа, богодільня, 2 лавки, 2 ярмарки на рік, 27 вітряних млинів.